# ميغيل أنخيل بانياجوا
ميغيل أنخيل بانياجوا (بالإسبانية: Miguel Paniagua)‏ هو مدرب كرة قدم ولاعب كرة قدم باراغواياني في مركز الوسط، ولد في 14 مايو 1987 في سيوداد ديل استي في باراغواي. شارك مع منتخب باراغواي تحت 23 سنة لكرة القدم ومنتخب باراغواي لكرة القدم. أما مع النوادي، فقد لعب مع أوليمبيا أسونسيون وريفر بليت وسيرو بورتينيو ونادي غواراني.

## وصلات خارجية
- ميغيل أنخيل بانياجوا على موقع إي إس بي إن إف سي (الإنجليزية)
- ميغيل أنخيل بانياجوا على موقع قاعدة بيانات كرة القدم.إي يو (الإنجليزية)
- ميغيل أنخيل بانياجوا على موقع ناشيونال فوتبول تيمز (الإنجليزية)
- ميغيل أنخيل بانياجوا على موقع Soccerway.com (الإنجليزية)
- ميغيل أنخيل بانياجوا على موقع AS.com (الإسبانية)